# 639 v.Chr.
Het jaar 639 v.Chr. is een jaartal volgens de christelijke jaartelling.

## Gebeurtenissen

### Assyrische Rijk
- Koning Assurbanipal beëindigt de oorlog tegen Elam, de ziggoerat van Susa (huidige Iran) wordt verwoest.
- In Elam vindt een volkerenmoord plaats, het koninkrijk wordt ingelijfd bij het Assyrische Rijk.

### Griekenland
- Damasias wordt benoemd tot archont van Athene.